# Cumberi
Cumberi ou Cumbri é uma vila da comuna rural de Iognogo, na circunscrição de Cutiala, na região de Sicasso ao sul do Mali.

## História
Em 1889, uma pessoa de Cumberi foi a Baramba prestar condolências ao chefe por ocasião da morte de sua mãe, mas foi morto em sua passagem em Basso. Sua morte provocou o ataque contra Basso de forças do fama Tiebá Traoré (r. 1866–1893) do Reino de Quenedugu.